# Groupe des écoles nationales supérieures de techniques avancées
Le groupe ENSTA, formé en 2025, regroupe deux grandes écoles d'ingénieurs françaises :
- ENSTA Paris
- ENSTA Bretagne

L'ENSTA Paris et l'ENSTA Bretagne, deux écoles du groupe ENSTA, ont fusionné au 1er janvier 2025. 
Cette nouvelle école devient l'unique ENSTA et accueillera dès la rentrée 2026 des élèves ingénieurs - cursus Généraliste issus du concours commun Mines Ponts.
Cette intégration de deux campus équilibrés à Palaiseau et à Brest au sein l'Institut Polytechnique de Paris était à l'étude dans le cadre d'un projet de fusion avec pour objectif de favoriser le développement de la formation et de l'innovation dans les secteurs dits de souveraineté en particulier dans les transports, les énergies, la défense, le numérique, la robotique et la santé, domaines de référence des écoles nationales supérieures de techniques avancées.

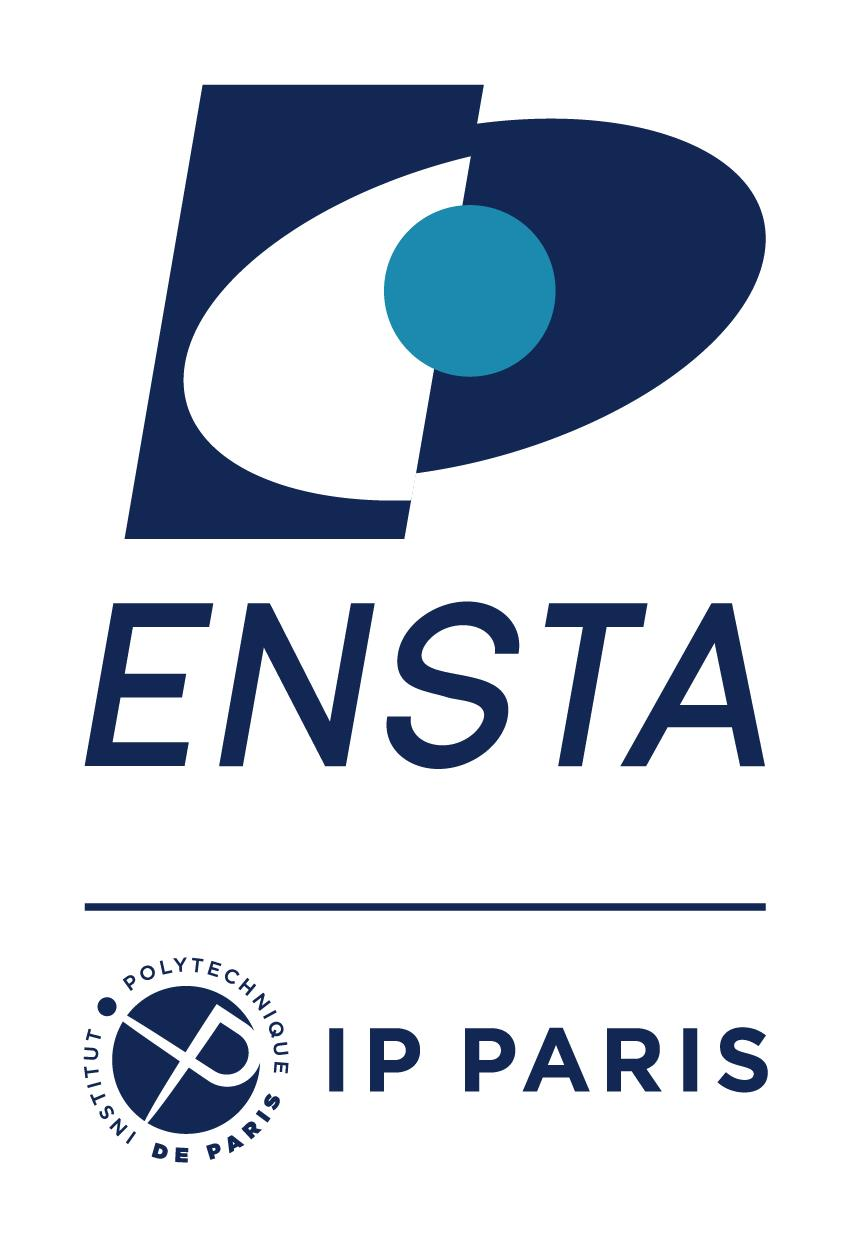
Logo de l'ENSTA Paris
Logo de l'ENSTA Bretagne